# Bozen–Meran-vasútvonal
A Bolzano-Merano-vasútvonal vagy a Bozen–Meran-vasútvonal (olaszul: Ferrovia Bolzano-Merano) egy egyvágányú, normál nyomtávolságú, 31,48 km hosszúságú, 3 kV egyenárammal villamosított mellékvonal Olaszországban, Trentino-Alto Adigeben, amely a tartomány két legnagyobb városát, Bolzanót és Meranót köti össze. Eredetileg a Bozen-Meraner Bahn építette és üzemeltette, mint magán mellékvonalat. Ma az olasz vasúthálózat része az RFI irányítása alatt. Bolzano ipari területén ágazik le a Brenner-vasútvonalról, és az Adige folyását követi Meran felé.